# New York Knickerbockers (beisebol)

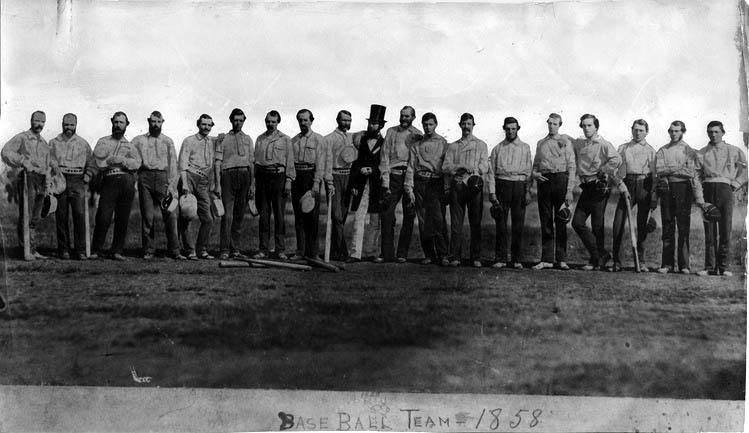
A equipe (à esquerda) posando com seus rivais em 1858

O New York Knickerbockers foi uma das primeiras equipes do beisebol organizado e que jogavam sob um conjunto de regras similares ao jogo atual. A equipe foi fundada por Alexander Cartwright, considerado um dos desenvolvedores originais do beisebol moderno. Em 1851, o New York Knickerbockers vestiram os primeiros uniformes de beisebol já registrados.

## Primeiro jogo "oficialmente registrado" e história subsequente
A formação dos Knickerbockers depois do Rio Hudson criou uma divisão no grupo dos jogadores de Manhattan. De acordo com Wheaton, "O novo jogo rapidamente se tornou muito popular entre os nova-iorquinos, e o número de clubes logo cresceu para além das noções melindrosas de alguns de nós, e decidimos uma nova organização, que chamamos de Knickerbocker." A membresia dos Knickerbockers era por convite e requiria o pagamento de taxas; aqueles dos  Gothams ou "New Yorks" que foram excluídos continuaram a jogar entre eles.

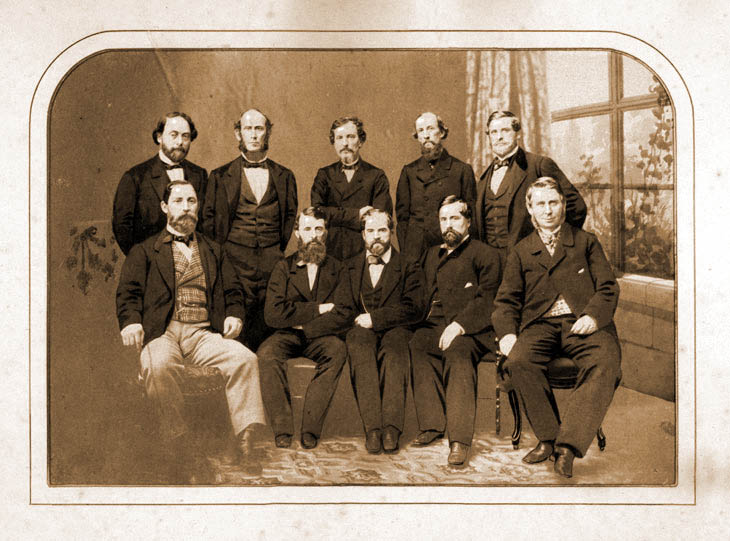
Salt print do New York Knickerbockers de 1848–1850, tirada em dezembro de 1862

O que foi durante muito tempo considerado o primeiro jogo de beisebol "oficialmente registrado" entre duas equipes diferentes aconteceu em 19 de junho de 1846 no Elysian Fields, Hoboken, Nova Jérsey. Os dois times, o "Knickerbockers" e o "New York Nine") (também conhecido como New York Baseball Club, provavelmente idêntico aos  Gothams), jogaram com as vinte regras de Cartwright. O time de Cartwright, os Knickerbockers, perderam por 23 a 1 dos New Yorks em quatro entradas. Alguns dizem que a equipe de Cartwright perdeu pois seus melhores jogadores não queriam fazer a viagem por sobre o rio.  Cartwright foi o umpire durante este jogo e cobrou de um jogador seis cents por palavrão. A formação das equipes:
| Knickerbockers | New York Nine |
| -------------- | ------------- |
| Turney         | Davis         |
| Adams          | Winslow       |
| Tucker         | Ransom        |
| Birney         | Murphy        |
| Avery          | Case          |
| H. Anthony     | Johnson       |
| D. Anthony     | Thompson      |
| Tryon          | Trenchard     |
| Paulding       | Sandy Rantos  |

Entretanto, existem relatos de outros jogos anteriores a este. Em 6 de outubro de 1845 o Knickerbocker Club jogou uma partida de 3 entradas entre seus próprios membros e em 22 de outubro de 1845 o "New York Club" bateu o "Brooklyn Club" por 24 a 4, com o box score incluído no jornal na manhã do dia seguinte.
Charles Schuyler De Bost, um catcher do clube por mais de 10 anos, seria nomeado diretor do clube em meados dos anos  1850. Nos anos seguinte, as regras do beisebol se espelharam pelos EUA. O beisebol estava se tornando um esporte popular atraindo milhares de torcedores. As Regras Knickerbocker logo se tornariam parte das regras da National Association of Base Ball Players em 1857. Estas regras se desenvolveram vagarosamente para o que seria as regras atuais do esporte.
Um século depois, o próprio nome Knickerbockers foi adotado pela equipe da NBA, o New York Knickerbockers, embora este seja mais conhecido por sua forma encurtada, os Knicks.